# 成田チョコレート缶覚醒剤持ち込み事件
成田チョコレート缶覚醒剤持ち込み事件（なりたチョコレートかんかくせいざいもちこみじけん）とは、2009年（平成21年）にチョコレート缶に入った覚醒剤を日本入国時に摘発された人物（以下、A）が、逮捕・立件された事件。日本の裁判員裁判としては初の全面無罪判決となった事件となるが、二審で逆転有罪判決が下され、更にその後最高裁判所で再び判決が翻り逆転無罪の自判が出された。

## 裁判に至った経緯
Aは、2009年11月1日にマレーシアのクアラルンプール国際空港から成田国際空港に到着し、税関検査を受けた。
機内預託手荷物にしていたAのバッグに入っていた3つのチョコレート缶が免税袋に入っていた他の缶に比べて明らかに重く、不審に思った成田税関支所の職員がX線検査にかけたところ、缶の底に影が映し出された。職員がAに対してこの缶を自分で購入したものか尋ねると、Aは「人からもらった」と答えた。職員はAが申告で預かり物や貰い物がないと回答していたことを指摘したが、Aは無言であった。さらに職員がどのような人物からこれをもらったか尋ねるとAは「イラン人らしき人」と答えた。Aがその人物から受け取ったとした、ビニールの包みを開けるように職員が求めると、Aは企業秘密の書類であるとして拒否した。
Aの承諾を得た上で缶を開封したところ、すべての缶から白い結晶が出てきたので、職員が「これはなんだと思うか」と質問すると、Aは「薬かな、麻薬って粉だよね、なんだろうね、見た目から覚醒剤なんじゃねえの」と答えた。職員が再びビニールの包みの開披を求めるとAは応じ、その中から3通の偽造パスポートが出てきた。
検査の結果、白い結晶が覚醒剤であることが確認され、総重量は998.79gであった。Aは、覚醒剤取締法及び関税法違反の容疑で逮捕、起訴された。

## 裁判
Aは取り調べに対し、所持していた偽造パスポートは依頼を受けてマレーシアから運搬したものであることを認めたものの、覚醒剤が入っていたチョコレート缶については「日本への土産として預かった」として、故意による覚醒剤の営利目的輸入を否定した。また、あくまで渡航は、国内に在住する外国人Bから約束された30万円の報酬を得るために、偽造パスポートの密輸を図ったものであったと主張した。これに対し検察は、報酬に加えて往復航空運賃も負担されていた点を重視し、Aが故意であったことを主張した。
1審・千葉地裁（裁判員裁判）は、重量感などからチョコレート以外のものが隠されていると気づくはずであるとは言えない点や、Aの供述通り30万円の報酬は偽造旅券運搬に対する報酬だった可能性を指摘。「違法薬物が隠されていることを知っていたとは認められず、犯罪の証明はない」として、2010年6月に裁判員制度としては初となる全面無罪を認定した。これに対し、検察は事実誤認を主張して控訴した。
2審・東京高裁は2011年3月30日、Aが供述を何度も変遷させていることや、実際にはAに委託していたのはBではなく他の覚醒剤輸入事件で裁判を受けている別の外国人Cであるにもかかわらず、これを隠蔽しようとしていたことなど、検察が主張した間接事実から「総合評価すると、被告人は……チョコレート缶3缶に覚せい剤が隠匿されていることを認識しながら本邦に持ち込んで来たものと認めるのが相当」と認定し、一審判決を破棄して懲役12年、罰金600万円の有罪判決を下した。弁護側は、この判決に対して、即日上告した。
これに対し、最高裁第一小法廷は、「間接事実が被告人の違法薬物の認識を推認するに足りず、被告人の弁解が排斥できないとして被告人を無罪とした第1審判決について、論理則、経験則等に照らして不合理な点があることを十分に示したものとは評価することができない」として、原判決を破棄し控訴を棄却する判決を2012年2月13日に言い渡した。これにより一審の無罪判決が確定する。この際、事実誤認を理由に１審判決を見直す場合は、論理的な整合性や一般常識などにあたる「論理則、経験則」に照らして不合理な点があることを具体的に示さなければならないこと、また２審は１審判決に事後的な審査を加えるもの（事後審）であるべきと明示された。